# Stadio 20 agosto 1955 (Algeri)
Lo stadio 20 agosto 1955 (in arabo ملعب 20 أوت 1955‎?, in francese stade du 20 août 1955), noto talvolta come Stado di El Annasser, è un impianto sportivo polivalente situato in Algeria, nel quartiere El Annasser di Belouizdad, in provincia di Algeri. 
Ospita le partite casalinghe del CR Belouizdad e dell'OMR El Annasser. 
Prima della costruzione dello stadio 5 luglio 1962, avvenuta il 17 giugno 1972, lo stadio 20 agosto 1955 ha ospitato la maggior parte degli incontri più importanti della nazionale algerina, oltre che le finali della Coppa d'Algeria. Ospitò inoltre la prima finale del campionato algerino, nel 1963.
Nel settembre 2020 è stato avviato un piano di riqualificazione dello stadio, con lavori riguardanti spogliatoi, servizi igienici, il tunnel di accesso allo stadio e la copertura delle tribune, oltre al ripristino dell'illuminazione dello stadio. Il costo complessivo dell'opera di ristrutturazione ammonta a 300 milioni di dinari.

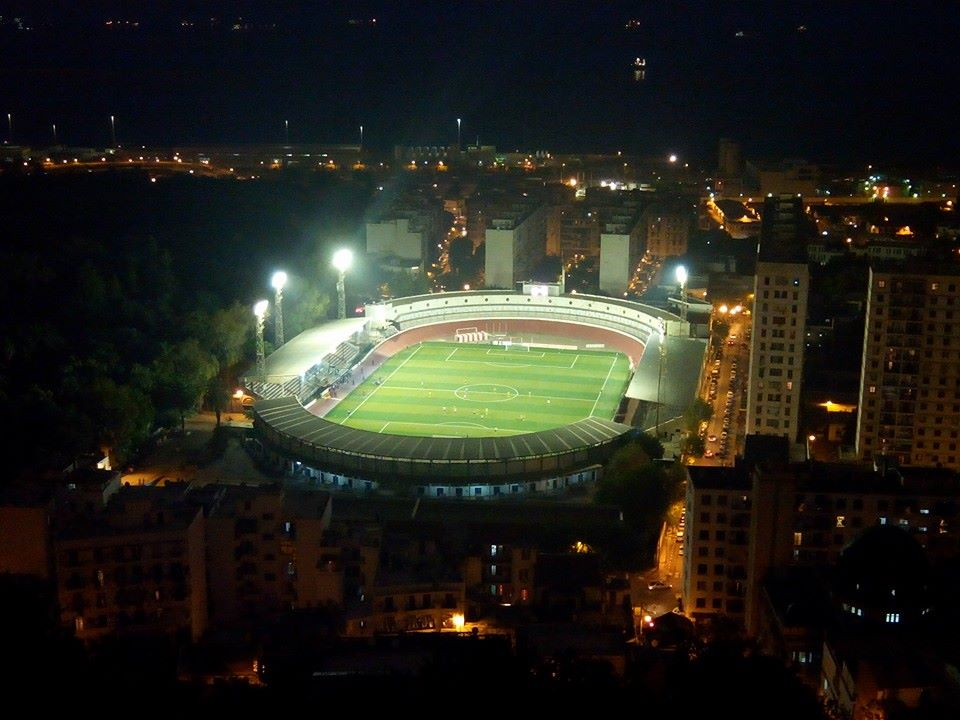
Lo stadio durante un match notturno nel 2014